# Typhlorhinini
Los tiflorininos (Typhlorhinini) son una tribu de insectos coleópteros curculiónidos pertenecientes a la subfamilia Entiminae.  

## Géneros
- Cambefortinus
- Cephalorostris
- Hapactorrhynchus
- Scrobops